# Kelly Johnson (guitariste)
Pour les articles homonymes, voir Kelly Johnson.
Bernadette Jean « Kelly » Johnson, connue sous le nom de Kelly Johnson, est une guitariste britannique, née dans le quartier d'Edmonton à Londres le 20 juin 1958 et décédée le 15 juillet 2007 d'un cancer de la colonne vertébrale.
Entre 1978 et 1984, elle est la guitariste solo (« lead guitarist ») de Girlschool, un groupe de hard rock exclusivement féminin, et participe à l'enregistrement de leurs quatre premiers albums. Expatriée à Los Angeles, elle fait brièvement partie de World's Cutest Killers, groupe qu'elle fonde avec Kathy Valentine (en). Johnson rentre au Royaume-Uni et rejoue avec Girlschool durant les années 1990.

## Biographie

### Jeunesse
Kelly Johnson s'initie au piano à cinq ans avec son père, à l'âge de 12 ans elle délaisse l'instrument pour la guitare. Elle grandit à Edmonton dans le Nord de Londres, où elle découvre la musique rock. Elle joue de la basse et du piano dans divers orchestres scolaires, reprend ensuite la guitare et commence à composer au milieu des années 1970,.

### Au sein de Girlschool
En avril 1978, Johnson rencontre Kim McAuliffe et Enid Williams, qui font partie de Painted Lady, un « cover band » féminin qui compte également dans ses rangs Kathy Valentine (en) et Deirdre Cartright. Le quatuor se produit dans les pubs londoniens. Kim et Enid invitent Kelly Johnson à rejoindre leur groupe, rebaptisé Girlschool (en français : école pour filles). Le nouveau « line-up » est complété par la batteuse Denise Dufort,.
Les musiciennes de Girlschool, vêtues de cuir, et leurs morceaux au son de guitare stridant, se taillent une solide réputation parmi les groupes de la New wave of British heavy metal grâce à leur attitude et à leurs accointances avec Motörhead,. Johnson et McAuliffe se font autant remarquer pour leurs beuveries que pour leur rapide ascension dans le milieu.
Kelly Johnson prend part à l'enregistrement des quatre premiers albums du groupe en tant que compositrice, chanteuse et guitariste solo (« lead guitarist »). Le succès s'estompe à la sortie du 4e album Play Dirty. Au début de 1984, Johnson quitte le groupe. Kim McAuliffe dira en 1997 : « Kelly en a eu marre de tout cela (…) Elle ne s'intéressait plus au heavy metal » (« basically Kelly just got fed up with the whole thing (...) she wasn’t into heavy rock anymore. »).

### L'après Girlschool
Kelly Johnson s'expatrie à Los Angeles, en Californie. Elle entame une carrière solo et vit avec son manager, Vicki Blue (Victory Tischler-Blue (en)), qui fut bassiste d'un autre groupe exclusivement féminin, The Runaways. Elle écrit de nouveaux morceaux dans un style plus mainstream (en), sans rencontrer le succès. En 1987, elle rejoint World's Cutest Killers, un groupe formé avec Kathy Valentine (en), rebaptisé The Renegades à la fin des années 1980. Puis elle quitte la musique pour apprendre la langue des signes et travailler avec des sourds.

### Retour au Royaume-Uni
En 1993, Kelly Johnson rentre au Royaume-Uni et rejoue avec Girlschool jusqu'en 1999. Elle participe à plusieurs tournées, et figure sur l'album enregistré en public Girlschool Live. Elle abandonne la scène en raison d'un cancer, diagnostiqué en 2000, et décède en juillet 2007, à l'âge de 49 ans. L'album Not That Innocent: 21st Anniversary, qui comporte des parties de guitare jouées par Johnson, est enregistré en 1998 mais laissé inachevé. Le groupe le termine avec l'aide de nouvelles musiciennes, Jackie Chambers et Enid Williams. Il est édité en 2002.

## Style et influences

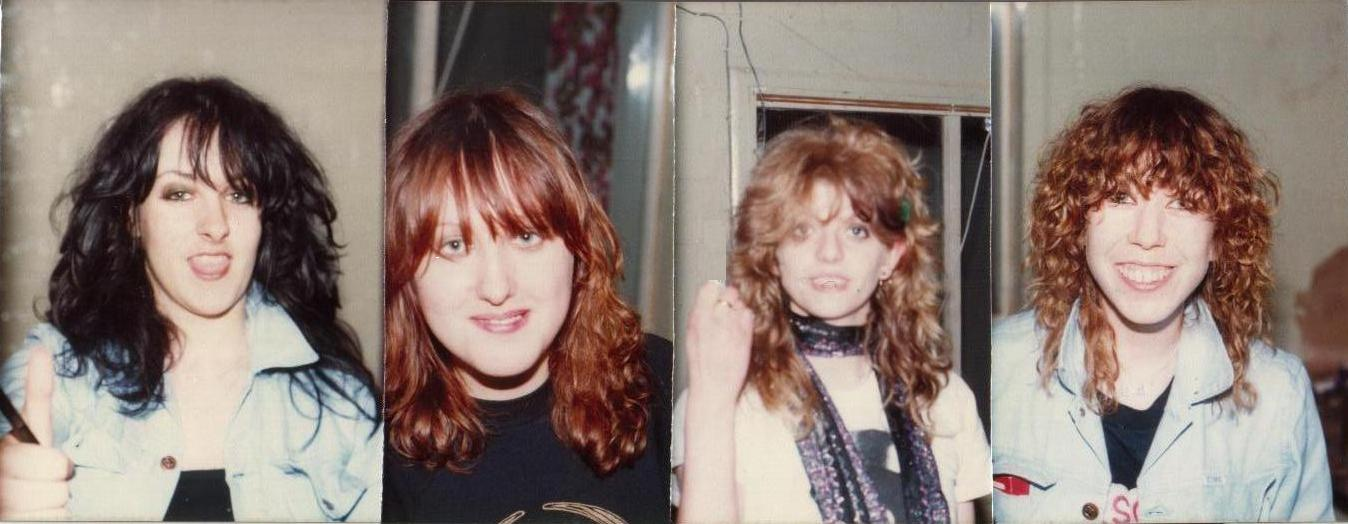
Photo des membres du groupe de heavy metal Girlschool en 1981.

Après avoir reçu sa première guitare électrique, Kelly Johnson s'exerce en jouant sur les disques de Queen. Elle reconnaît l'influence de leur guitariste Brian May, ainsi que celle de Jeff Beck.
Jeff Beck aurait déclaré au sujet du jeu de guitare incisif de Kelly Johnson sur le single Race With the Devil qu'il « n'arrivait pas à croire que c'était joué par une fille » (« [He] couldn't believe it was a girl playing »), remarque que l'animateur de radio John Peel tient pour le commentaire le plus sexiste qu'il ait jamais entendu (« a remark described by the DJ John Peel as the most sexist comment he had ever heard »). Quant à Lemmy Kilmister de Motörhead, il estime que lorsque la guitariste donnait le meilleur d'elle-même, elle jouait aussi bien que Jeff Beck (« the nights that she was really on, she was as good as Jeff Beck »).
Interrogée avec Kathy Valentine (en) en 1989, Kelly Johnson estime que, du temps où elle faisait partie du groupe, ses goûts musicaux étaient plus pop que ceux des autres musiciennes de Girlschool (« I felt the same kind of frustration in my band because I was always more pop-oriented than the others. »).

## Prises de position
Girlschool n'a jamais clairement revendiqué une idéologie féministe. Au demeurant, le simple fait que ce groupe exclusivement féminin, évoluant dans un genre dominé par des musiciens masculins, aux attitudes parfois sexistes existe fut interprété par certains observateurs comme une déclaration en soi. Par exemple, le magazine musical britannique Sounds décrivit le groupe comme « des pionnières dans la bataille contre le sexisme » (« leading pioneers in the battle against sexism. ») sans que le groupe n'étaie pour autant cette  attribution, dans ses textes ou dans ses interviews.
Kelly Johnson a affirmé depuis le début de sa carrière avoir une sensibilité forte aux thèmes environnementaux. Johnson est devenue plus tard une militante  écologiste et végétarienne, engagée pour la défense des droits des animaux.

## Discographie

### Avec Girlschool
- Demolition (1980)
- Hit and Run (1981)
- Screaming Blue Murder (1982)
- Play Dirty (1983)
- Girlschool Live (1995)